# Бей-Сіті (Вісконсин)
Бей-Сіті (англ. Bay City) — селище (англ. village) в США, в окрузі Пієрс штату Вісконсин. Населення — 441 особа (2020).

## Географія
Бей-Сіті розташований за координатами 44°35′16″ пн. ш. 92°27′25″ зх. д. / 44.58778° пн. ш. 92.45694° зх. д. (44.587710, -92.456834).  За даними Бюро перепису населення США в 2010 році селище мало площу 1,58 км², з яких 1,51 км² — суходіл та 0,06 км² — водойми.

## Демографія
Згідно з переписом 2010 року, у селищі мешкало 500 осіб у 201 домогосподарстві у складі 128 родин. Густота населення становила 317 осіб/км².  Було 214 помешкання (136/км²).
Расовий склад населення:
| - 98,4 % — білих - 0,8 % — чорних або афроамериканців - 0,4 % — азіатів - 0,2 % — корінних американців |

До двох чи більше рас належало 0,2 %. Частка іспаномовних становила 0,6 % від усіх жителів.
За віковим діапазоном населення розподілялося таким чином: 26,6 % — особи молодші 18 років, 59,8 % — особи у віці 18—64 років, 13,6 % — особи у віці 65 років та старші. Медіана віку мешканця становила 38,4 року. На 100 осіб жіночої статі у селищі припадало 102,4 чоловіків;  на 100 жінок у віці від 18 років та старших — 105,0 чоловіків також старших 18 років.
Середній дохід на одне домашнє господарство  становив 42 293 долари США (медіана — 39 286), а середній дохід на одну сім'ю — 49 775 доларів (медіана — 48 125). Медіана доходів становила 37 031 долар для чоловіків та 29 500 доларів для жінок. За межею бідності перебувало 16,0 % осіб, у тому числі 14,1 % дітей у віці до 18 років та 16,1 % осіб у віці 65 років та старших.
Цивільне працевлаштоване населення становило 261 особа. Основні галузі зайнятості: виробництво — 28,0 %, роздрібна торгівля — 18,4 %, освіта, охорона здоров'я та соціальна допомога — 18,0 %.